# Кућа Милутина Миланковића
Кућа Милутина Миланковића је споменик културе у Србији. Налази се у Београду, у општини Палилула, у улици Љубомира Стојановића 9.
Кућа је саграђена 1927. године у оквиру тада новоформиране „Професорске колоније“. На простору колоније од 1926. године стамбени објекти су били подизани уз повољне кредите Управе фондова, а власници кућа су у прво време били искључиво сарадници Београдског универзитета.
Професорска колонија је са радијалним системом улица и полукружним тргом пратила актуелне урбанистичке идеје у трећој деценији 20. века, односно идеје о вртним градовима. Колонија је претпостављала, сем унифициране парцелације и релативно унифициран тип грађевина. Већина објеката у Професорској колонији настала је на основу типизираних пројеката који су почетком 1926. године изградили архитекте Светозар Јовановић, Михаило Радовановић и Петар Крстић.
Пројекат куће Милутина Миланковића такође су потписали архитекте Јовановић, Радовановић и Крстић. Ово је скромна вила, била је слична осталим кућама на простору Професорске колоније. Фасаде су решене једноставно, а у архитектонско-урбанистичком смислу вредност објекта је у томе што представља експонент идеје о колонијама, односно вртним градовима.
Највећа вредност куће лежи у чињеници да је у њој живео Милутин Миланковић(1879-1958)знаменита личност не само српске већ и светске науке, професор и академик чије се интересовање кретало од математике, преко грађевинских конструкција и реформе Јулијанског календара, до чувених геофизичких теорија, каква је астрономска теорија глацијалних доба. Њему у част је једном кратеру на Месецу дато његово име, као и једном астероиду у Сунчевом систему.
Данас, као једино сведочанство да је у кући живео и радио Милутин Миланковић представља спомен плоча, будући да наследници у њој не живе.